# Нінетто Даволі
Нінетто Даволі (італ. Ninetto Davoli, справжнє ім'я — Джованні Даволі (італ. Giovanni Davoli); нар. 11 жовтня 1948, Сан-П'єтро-а-Маїда, Калабрія, Італія) — італійський актор. Постійний учасник фільмів П'єра Паоло Пазоліні. Зазвичай грав комічні і ролі наївних героїв.

## Біографія
У 1964 році він зіграв свою першу, невелику роль без слів у стрічці режисера П'єра Паоло Пазоліні «Євангеліє від Матвія», що стало художнім закликом до руху контестації для молодого італійського кіно.
Через рік Пазоліні запросив молодого актора вже на головну роль у фільмі «Птахи великі і малі». З цієї миті Нінетто Даволі стає улюбленим актором Пазоліні: він знімається у стрічках «Цар Едіп» (1967), «Теорема» (1968), «Свинарник» (1969), «Декамерон» (1971), «Кентерберійські оповідання» (1972), «Квітка тисяча однієї ночі» (1974).
Крім того, в цей період Нінетто Даволі знімається у фільмах інших італійських режисерів — у драмі Бернардо Бертолуччі «Партнер» за повістю Ф. Достоєвського «Двійник» (1968), стрічках Серджо Чітті «Остія» (1970), «Мерзенні історії» (італ. Storie scellerate, 1973), «Казотто» (1977), фільмі Карло Лідзані «Хай почиває!» (італ. Requiescant, 1968), ставши до середини 1970-х дуже популярним кіноактором.
У 1974 році Даволі актор зіграв дурнуватого темпераментного шукача-італійця Джузеппе в радянсько-італійській ексцентричній комедії Ельдара Рязанова «Неймовірні пригоди італійців в Росії».
На початку 1980-х Нінетто Даволі ще продовжував зніматися в кіно. Серед його робіт — ролі у фільмах італійських режисерів Еліо Петрі «Каракулеве пальто» (італ. Il cappotto di Astrakan) і Вітторіо Гассмана «Граф Такк'я» (1982), угорського режисера Міклоша Янчо «Серце тирана, або Боккаччо в Угорщині» і інших.
Після загибелі Пазоліні у 1975 році Даволі в основному став зніматися на телебаченні.

## Особисте життя
У 1963 році п'ятнадцятирічний Нінетто Даволі познайомився з сорокаоднорічним Пазоліні, для якого став «великим коханням його життя». Пазоліні став наставником і другом юнака. «Хоча їхні сексуальні відносини тривали всього кілька років, Нінетто продовжував жити з Пазоліні і був його постійним компаньйоном, а також з'являвся ще в шести фільмах Пазоліні».

## Обрана фільмографія
| Рік       |    | Українська назва                                                  | Оригінальна назва                               | Роль                                     |
| --------- | -- | ----------------------------------------------------------------- | ----------------------------------------------- | ---------------------------------------- |
| 1964      | ф  | Євангеліє від Матвія                                              | Il Vangelo secondo Matteo                       | епізод (в титрах не вказаний)            |
| 1966      | ф  | Птахи великі і малі                                               | Uccellacci e uccellini                          | брат Нінетто                             |
| 1967      | ф  | Цар Едіп                                                          | Edipo Re                                        | Ангелос                                  |
| 1967      | ф  | Відьми (новела «Земля, побачена з Місяця»)                        | Le streghe                                      | Ч'янчікато М'яо                          |
| 1968      | ф  | Каприз по-італійськи (новела «Хмари — це що?»)                    | название                                        | Отелло                                   |
| 1968      | ф  | Теорема                                                           | Teorema                                         | Анжеліно                                 |
| 1969      | ф  | Любов і лють (новела «Безплідна смоковниця»)                      | Amore e rabbia                                  | Річчетто                                 |
| 1969      | ф  | Свинарник                                                         | Porcile                                         | Мараккйоне                               |
| 1970      | ф  | Історія кохання і ножів (інша назва «Історія кохання і кинджала») | Er più: storia d'amore e di coltello            | Антоніо Серіно на прізвисько «Тотарелло» |
| 1971      | ф  | Декамерон                                                         | Il Decamerone                                   | Андруччіо із Перуджі                     |
| 1971      | ф  | Кентерберійські оповідання                                        | I racconti di Canterbury                        | Перкін                                   |
| 1973      | ф  | Тоска                                                             | La Tosca                                        | Усано Неро                               |
| 1973      | ф  | Неймовірні пригоди італійців у Росії                              | Невероятные приключения итальянцев в России     | Джузеппе (озвучував Михайло Кононов)     |
| 1974      | ф  | Квітка тисяча однієї ночі                                         | Il fiore delle mille e una notte                | Азіз                                     |
| 1974      | ф  | Аппасіоната                                                       | Appassionata                                    | Чіччо                                    |
| 1976      | ф  | Аньєзе йде на смерть                                              | Agnese va a morire                              |                                          |
| 1981      | ф  | Серце тирана або Боккаччо в Угорщині                              | A zsarnok szíve, avagy Boccaccio Magyarországon | Філіппо                                  |
| 1982      | ф  | Граф Такк'я                                                       | Il conte Tacchia                                | Нінетто                                  |
| 1989      | ф  | Дівчина в метро                                                   | La ragazza del metrò                            | Донато                                   |
| 1997      | с  | Латинський адвокат                                                | L'avvocato Porta                                | Ремондіно                                |
| 2006—2010 | с  | Злочини                                                           | Crimini                                         | «Пірат»                                  |
| 2008—2010 | с  | Кримінальний роман                                                | Romanzo criminale - La serie                    | Джерардо Барбаро                         |
| 2008      | тф | Останній з раю                                                    | Gli ultimi del paradiso                         | Федеріко                                 |
| 2014      | ф  | Пазоліні                                                          | Pasolini                                        | Епіфаніо                                 |
| 2014      | ф  | Мій тато                                                          | Mio papà                                        | Орсо                                     |